# سبيرانتا نيسبوريني
سبيرانتا نيسبوريني (بالرومانية: Speranța Nisporeni)‏ هو نادي كرة قدم مولدوفي تأسس في 1991 ، يقع مقره الرئيسي في نيسبوريني ‏، ويلعب في الدوري المولدوفي الوطني.

## وصلات خارجية
- الموقع الرسمي